# Saint-Martin-aux-Champs
Saint-Martin-aux-Champs is een gemeente in het Franse departement Marne (regio Grand Est) en telt 100 inwoners (2009). De plaats maakt deel uit van het arrondissement Châlons-en-Champagne.

## Geografie
De oppervlakte van Saint-Martin-aux-Champs bedraagt 7,2 km², de bevolkingsdichtheid is dus 13,9 inwoners per km².
De onderstaande kaart toont de ligging van Saint-Martin-aux-Champs met de belangrijkste infrastructuur en aangrenzende gemeenten.

## Demografie
Onderstaande figuur toont het verloop van het inwonertal (bron: INSEE-tellingen).